# Zalaegerszeg

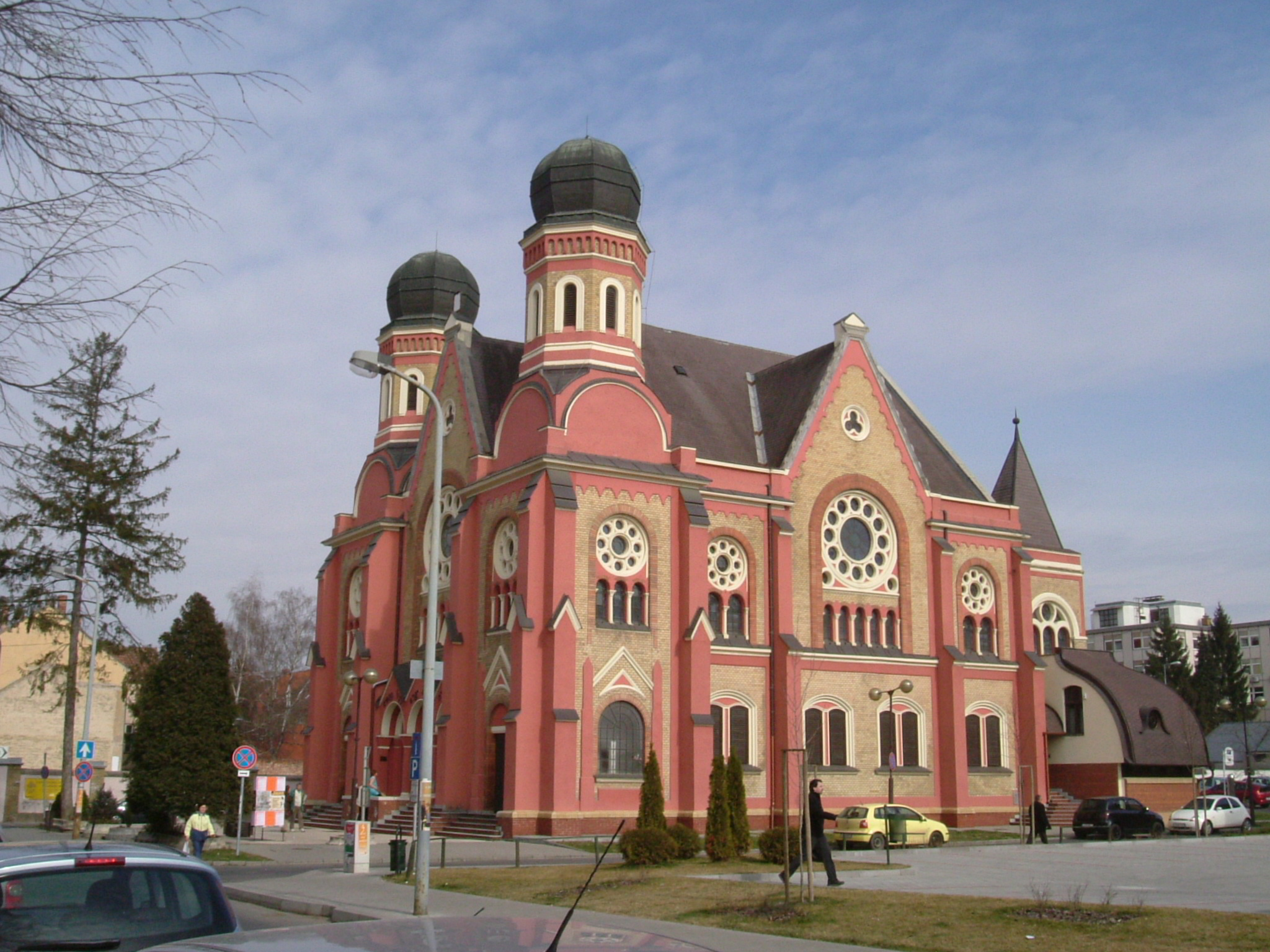
La vella sinagoga, a Zalaegerszeg.

Zalaegerszeg és la capital del comtat administratiu de Zala, a l'oest d'Hongria.
La ciutat té una població de 62.158 habitants (2001) i s'estén per les dues riberes del riu Zala, prop de les fronteres d'Eslovènia i Àustria. Es troba a 213 km de Budapest.

## Persones il·lustres
- Lajos Portisch, (1937), Gran Mestre d'escacs